# بيتر غرافام ديفيس
بيتر غرافام ديفيس (بالإنجليزية: Peter G. Davis)‏ هو ناقد موسيقي وصحفي أمريكي، ولد في 3 مايو 1936 في كونكورد في الولايات المتحدة.